# Легро, Джеймс
Джеймс Легро (англ. James LeGros; род. 27 апреля 1962) — американский актёр. Номинант на премию Гильдии киноактёров США и премию «Независимый дух».

## Биография
Джеймс родился в Миннеаполисе. Его мать была учительницей, а отец работал брокером по недвижимости. Он вырос в Редлендсе, Калифорния. Посещал Профессиональную консерваторию South Coast Repertory и Калифорнийском университете в Ирвайне.
Актёрскую карьеру начал в 1984 году. Снялся в фильме «Фантазм 2» 1988 года, «На гребне волны» и его ремейке, а также в фильме «Последняя зима» 2006 года.
С 1992 года состоит в браке, у них с женой двое детей. Легро — зять покойного актёра Роберта Лоджи.